# Emma Brenner-Kron
Emma Brenner-Kron (* 18. August 1823 in Muttenz; † 29. Juli 1875 in Basel) war eine Schweizer Schriftstellerin und Mundartautorin.

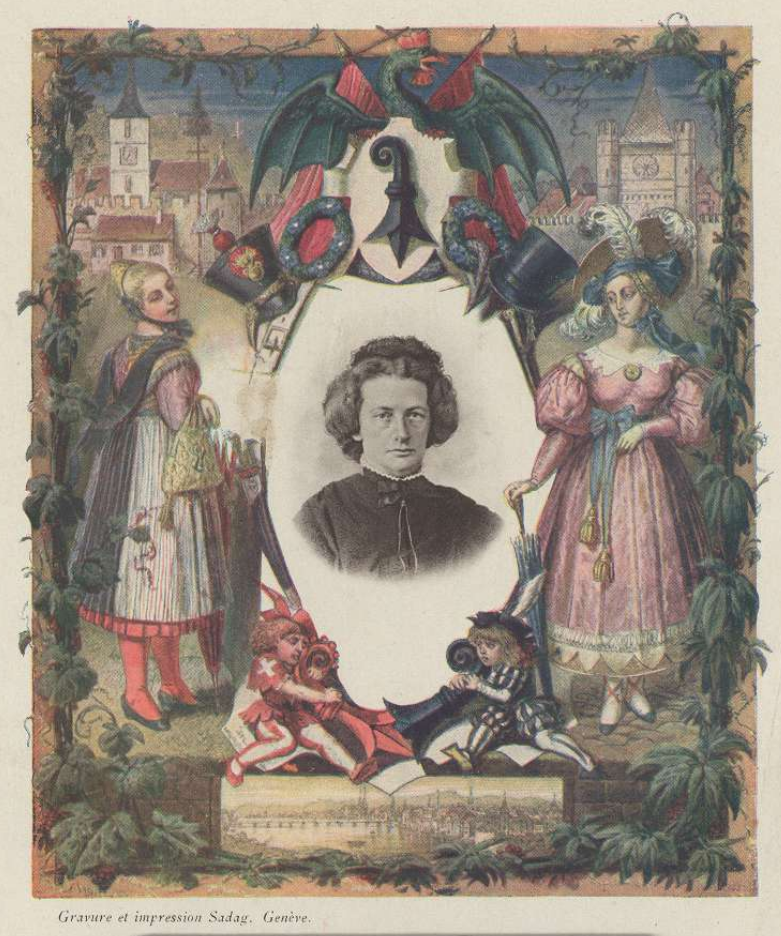
Emma Brenner-Kron

## Leben und Werk
Emma Kron war die Tochter des aus Weiden in der Oberpfalz stammenden Apothekers und Chemikers Georg Martin Kron und der aus Basel stammenden Emma, geborene Merian. 1845 heiratete sie Karl Johann Brenner. Ihre Tochter war die Schriftstellerin Emmy Meyer-Brenner.
Emma Brenner-Kron führte ab 1852 einen intensiven Briefwechsel mit Jacob Burckhardt. Wahrscheinlich auf dessen Anregung verfasste sie in baseldeutschen Versen Bilder aus dem Basler Familienleben. Sie war zudem mit Gottfried Keller, Heinrich Leuthold und Hans Christian Andersen befreundet, die wie viele andere Persönlichkeiten in ihrem Haus verkehrten.